# Karl Heinzen
Karl Heinzen   (Grevenbroich, 22 de febrer de 1809 - Boston, 12 de novembre de 1880) va ser un revolucionari alemany que va emigrar als Estats Units d'Amèrica. Va defensar la lluita ramada contra les dinasties governants com a mitjà per aconseguir el progrés social.

## Biografia
Heinzen va néixer a Grevenbroich i va assistir al gymnasium a Clèveris. El 1827 va començar els estudis de Medicina a la Universitat de Bonn fins que va ser-ne expulsat per un discurs incendiari i es va traslladar als Països Baixos, on va ser reclutat per a les colònies de l'Imperi neerlandès i enviat com a subaltern a Jakarta fins al 1831. El 1841 va escriure un llibre sobre el seu viatge i el que hi va veure: Reise nach Batavia.
Després d'haver complert el servei militar, va treballar com a venedor i després com a fiscal. Al cap de vuit anys va esdevenir funcionari executiu del ferrocarril a Colònia i, més endavant, va formar part de l'administració d'una associació d'assegurances contra incendis a Aquisgrà. Va publicar un llibre de poemes (1841; reimprès a Boston el 1867) i després es va significar en escrits polítics: dos pamflets, Die Ehre i Die geheimen Konduitenlisten, que són una crítica objectiva a les mesures del govern prussià, i les contribucions als diaris Leipziger Allgemeine Zeitung i Rheinische Zeitung.
La prohibició d'aquests diaris el va portar a escriure Die preußische Bureaukratie, obra que va ser confiscada abans de la seva aparició i va donar lloc a una investigació criminal. Heinzen es va exiliar a Bèlgica per escapar del processament i el març de 1845 va iniciar una sèrie d'escrits socialistes a Steckbrief com a acusació als tribunals de la província del Rin. El 1846, es va traslladar a Suïssa, primer a Zúric, després a Berna, Basilea i Ginebra, fins que l'hivern de 1847/48 va marxar als Estats Units d'Amèrica.
El 1848, Karl Marx va publicar una crítica al pensament de Heinzen sobre els temes de la moral i la dignitat. Mentre que Heinzen va apel·lar a aquests conceptes, que creia útils per al propòsit socialista, Marx va rebutjar el seu ús ja que considerava que els arguments morals contra el capitalisme eren incompatibles amb el socialisme científic. Marx va argumentar que Heinzen s'equivocava en concebre la moral com a ahistòrica més que com un fenomen contingent que sorgeix de les relacions socials i econòmiques.
Quan va tenir notícia de la Revolució francesa de 1848, Heinzen va tornar immediatament a Europa i va implicar-se políticament a Alemanya. Va organitzar una incursió armada de voluntaris de França i Suïssa a l'estat de Baden. Després que l'aixecament de Baden fos reprimit el 1849, va fugir a Suïssa, i després va tornar als Estats Units via Londres. A la ciutat de Nova York, durant un temps va editar el diari Schellpost. El 1853 va anar a Louisville on va fundar el diari Pionier, que va publicar durant més d'un quart de segle, escrivint-ne la majoria d'articles.
El març de 1854, ell, Bernhard Domschke i altres van deliberar sobre una declaració de principis dels alemanys radicals que es va conèixer en els cercles germanoamericans com la Plataforma de Louisville. Va denunciar l'esclavitud, la Llei dels esclaus fugitius, el clericalisme i l'aïllacionisme; defensava la lliure terra per als colons genuïns, la igualtat de drets per als afroamericans i les dones, un accés més fàcil a la ciutadania i les reformes penal, judicial i educativa. A més, va defensar l'abolició del càrrec de president dels Estats Units i del Senat dels Estats Units i va afavorir un sistema unicameral amb un consell executiu estretament supervisat pel poder legislatiu.
Heinzen es va trobar gairebé sol a la premsa en alemany en la seva defensa dels drets de les dones. Va afavorir la causa utilitzant el nom de ploma de «Lousie Mayen» per abordar Arnold Ruge i la seva posició sobre el sufragi femení. La majoria de diaris en llengua alemanya van condemnar el moviment i quaranta-vuit persones com Reinhold Solger, Christian Esselen i Friedrich Hecker pensaven que el sufragi per a les dones faria retrocedir la cultura un segle. Heinzen també va ser una veu aïllada a la premsa en llengua alemanya que defensava la legalitat de la venda d'armes excedentàries de l'administració d'Ulysses S.Grant a França durant la guerra francoprussiana.
El 1859, ell i el Pionier es van traslladar a Boston, que considerava la ciutat culturalment més avançada dels Estats Units. El diari va tenir una tirada de 5.000 exemplars, a les seves pàgines es podien trobar reportatges de diferents camps de l'esforç humà i William Lloyd Garrison el va elogiar.